# Acessulfame-K
Acessulfame-K é um adoçante dietético, descoberto em 1967 e que obteve a aprovação da FDA em 1988 para uso em alimentos como:
- doces;
- bebidas;
- gomas de mascar (chicletes).

É um sal de potássio sintético obtido a partir de um composto ácido da família do ácido acético.

## Poder adoçante
O Acessulfame-K possui, aproximadamente, 125 vezes mais poder adoçante se comparado à sacarose.
Possui ainda um sabor residual que se assemelha à glicose.

## Outras características
- Não é metabolizado pelo organismo humano. Uma vez ingerido, ele é eliminado sem degradação alguma.
- Resiste a altas temperaturas, mantendo-se estável. Por esta característica, pode ser utilizado em alimentos quentes.
- Pessoas que necessitam limitar a ingestão de potássio (K) devem ser orientadas pelo médico quanto ao consumo deste produto.
- Não causa cáries.